# Elodina signata
Elodina signata är en fjärilsart som beskrevs av Wallace 1867. Elodina signata ingår i släktet Elodina och familjen vitfjärilar. Inga underarter finns listade i Catalogue of Life.